# Aackia karakoramensis
Genre
Espèce
Aackia karakoramensis, unique représentant du genre Aackia, est une espèce de collemboles de la famille des Isotomidae.

## Distribution
Cette espèce est endémique du glacier de Siachen au Ladakh en Inde.

## Étymologie
Son nom d'espèce, composé de karakoram et du suffixe latin -ensis, « qui vit dans, qui habite », lui a été donné en référence au lieu de sa découverte, le Karakoram.

## Publication originale
- Yosii, 1966 : Snow Collembola of the Siachen Glacier in Karakoram. Results of the Kyoto University Scientific Expedition to the Karakoram and Hindukush, vol. 8, p. 407-410.